# Guerres privées
Pour les articles homonymes, voir Civil War.
Guerres privées (Civil Wars) est une série télévisée américaine en 36 épisodes de 44 minutes, diffusée du 20 novembre 1991 au 2 mars 1993 sur le réseau ABC. La série a été créée par Bruce Helford, produite par Steven Bochco (New York Police Blues, La Loi de Los Angeles et Capitaine Furillo (Hill Street Blues)). 
En France, la série a été diffusée à partir du 29 juin 1993 sur France 3.

## Synopsis
Cette série met en scène les affaires traitées par un cabinet d'avocats new yorkais spécialisé dans les divorces. Ce cabinet est dirigé par Sydney Guilford, secondée par Charlie Howell qui est amoureux d'elle.

## Distribution
- Mariel Hemingway : Sydney Guilford
- Peter Onorati : Charlie Howell
- Debi Mazar : Denise Iannello
- David Marciano : Jeffrey Lassick
- Alan Rosenberg : Eli Levinson

## Épisodes

### Première saison (1991-1992)
1. Remue ménage (Pilot)
2. Le Temps du partage (Daveja Vu All Over)
3. Pour l'honneur (The Pound And The Fury)
4. L'avocat ne désarme pas (A Long, Fat Frontal Presentation)
5. Folies douces (Have Gun, Will Unravel)
6. Au nom de la rose (Honi Soit Qui Mal Y Pense)
7. La Rançon de la gloire (Oceans White With Phone)
8. Nouvelle cuisine (For Better Or Perverse)
9. Sans foi ni loi (Pro Se Can You See)
10. Un bon samaritain (Shop 'Til You Drop)
11. Leçon de conduite (His Honor's Offer)
12. Une proposition délicate (Whippet 'Til It Breaks)
13. Sous l'œil de la caméra (Tape Fear)
14. Titre français inconnu (Chute First, Ask Questions Later)
15. Titre français inconnu (Dirty Pool)
16. Titre français inconnu (Mob Psychology)
17. Titre français inconnu (Denise And De Nuptials)
18. Titre français inconnu (Till Debt Do Us Part)

### Deuxième saison (1992-1993)
1. Titre français inconnu (The Naked And The Wed)
2. Titre français inconnu (Grin And Bare It)
3. Titre français inconnu (Oboe Phobia)
4. Titre français inconnu (Drone Of Arc)
5. Titre français inconnu (Below The Beltway)
6. Titre français inconnu (Devil's Advocate)
7. Titre français inconnu (Das Boat House)
8. Titre français inconnu (A Bus Named Desire)
9. Titre français inconnu (The Old Man And The 'C')
10. Titre français inconnu (The Triumph Of DeVille)
11. Titre français inconnu (A Partridge In A Pair's Tree)
12. Titre français inconnu (Hit The Road, Jack)
13. Titre français inconnu (Dances With Sharks)
14. Titre français inconnu (Split Ends)
15. Titre français inconnu (Watt, Me Worry?)
16. Titre français inconnu (Alien Aided Affection)
17. Titre français inconnu (Captain Kangaroo Court)
18. Titre français inconnu (A Liver Runs Through It)

## Commentaires
Deux personnages ont continué à exister après l'annulation de la série. Eli Levinson (Rosenberg) et Denise Iannello (Mazar) ont intégré la dernière saison de La Loi de Los Angeles. Et cela en dépit du fait que les deux séries étaient diffusées sur deux chaînes différentes (La Loi de Los Angeles était programmée sur NBC).